# Granada (musikalbum)
Granada är Granadas självbetitlade debutalbum, utgivet 2000 på Sprinkler Records. Skivans omslag är gjort av sångaren Anna Järvinen.

## Låtlista
1. "Amazing It Seems" - 4:26
2. "Sister" - 3:42
3. "Beginners" - 3:24
4. "Helene" - 7:11
5. "Rain" - 4:05
6. "Two States" - 6:19
7. "Hey What's Going On Kerttu Orama" - 7:07
8. "Best Wishes" - 6:44
9. "Jubilee" - 2:12
10. "Starting Over" - 7:45

## Medverkande musiker
- Anna Järvinen - sång, munspel, percussion
- Magnus Vikström - sång, gitarr, orgel, piano
- Christoffer Gunrup - gitarr, piano, orgel
- Jonas Ohlson - piano, orgel, synthesizer
- Colin Greig - bas
- Petter Lorentzon - trummor
- Björn Olsson - "additional instruments"